# Betalen voor dit
Betalen voor dit is een lied van de Nederlandse rapper en presentator Rotjoch in samenwerking met de Nederlandse rappers Idaly, Kevin, Frenna en Dopebwoy. Het werd in 2022 als single uitgebracht en stond in hetzelfde jaar als dertiende track op het album Float van Rotjoch.

## Achtergrond
Betalen voor dit is geschreven door Angelo Diop, Idaly Faal, Jordan Jacott, Kevin de Gier, Francis Edusei en Denzel van Gemert en geproduceerd door Idaly en Rotjoch. Het is een nummer dat past in het genre nederhop met effecten uit de trap. In het lied rappen de artiesten over hun rijkdommen en successen.
Het nummer was een voorloper van het eerder album van Rotjoch. Voor dit album organiseerde twee schrijverskampen op Ibiza, waar Betalen voor dit ook is geschreven. Aan dit album werkten 35 artiesten mee, waaronder de vier rappers bij dit lied.
Het was de eerste keer dat alle artiesten tegelijkertijd op een lied te horen waren. Wel was er al veel onderling samengewerkt. Idaly en Kevin deden dit op Bij mij, Hyena's, Ik kom je halen, Family, Bagage, Eigenaar (ook met Frenna) en Praat met mij. Ze herhaalden de samenwerking later op Jij weet. Met Frenna had Idaly naast Eigenaar ook de hitsingles Louboutin en Paris uitgebracht. Kevin en Frenna werkten eerder al samen op de remix van Adem je in en op Hide 'n seek. Dopebwoy werkte nog niet eerder samen met Rotjoch, Idaly of Kevin, maar wel meermaals met Frenna. Dit was op Einde van de rit, Heel veel geld en Afterparty. 

## Hitnoteringen
De artiesten hadden bescheiden succes met het lied in Nederland. Het piekte op de 44e plaats van de Single Top 100 in de twee weken dat het in deze hitlijst te vinden was. De Top 40 en haar Tipparade werden niet bereikt.